# Помуа
Помуа́ (фр. Pomoy) — коммуна во Франции, находится в регионе Франш-Конте. Департамент — Верхняя Сона. Входит в состав кантона Люр-Нор. Округ коммуны — Люр.
Код INSEE коммуны — 70416.

## География
Коммуна расположена приблизительно в 330 км к юго-востоку от Парижа, в 55 км северо-восточнее Безансона, в 16 км к востоку от Везуля.

## Население
Население коммуны на 2010 год составляло 193 человека.
| 1962 | 1968 | 1975 | 1982 | 1990 | 1999 | 2010 |
| ---- | ---- | ---- | ---- | ---- | ---- | ---- |
| 190  | 184  | 189  | 190  | 152  | 156  | 193  |

## Экономика

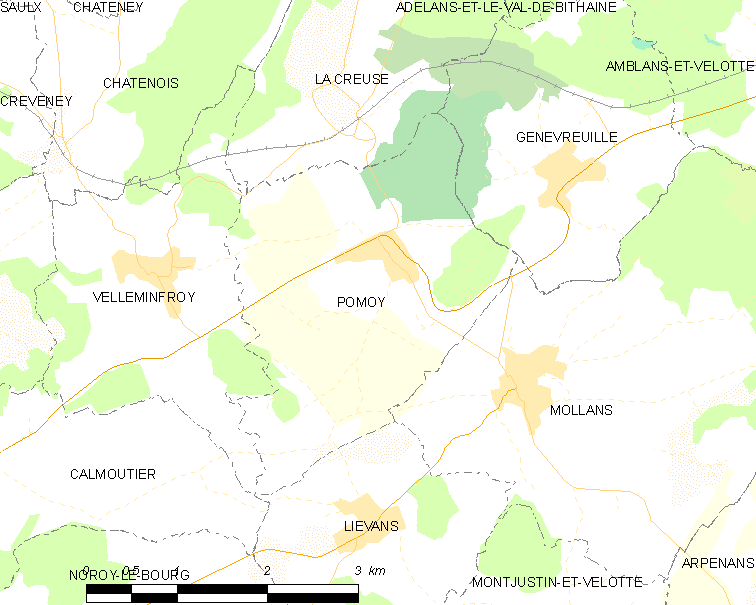
Карта коммуны

В 2010 году среди 111 человек трудоспособного возраста (15—64 лет) 89 были экономически активными, 22 — неактивными (показатель активности — 80,2 %, в 1999 году было 66,0 %). Из 89 активных жителей работали 77 человек (45 мужчин и 32 женщины), безработных было 12 (4 мужчины и 8 женщин). Среди 22 неактивных 4 человека были учениками или студентами, 8 — пенсионерами, 10 были неактивными по другим причинам.